# 戸頭 (取手市)

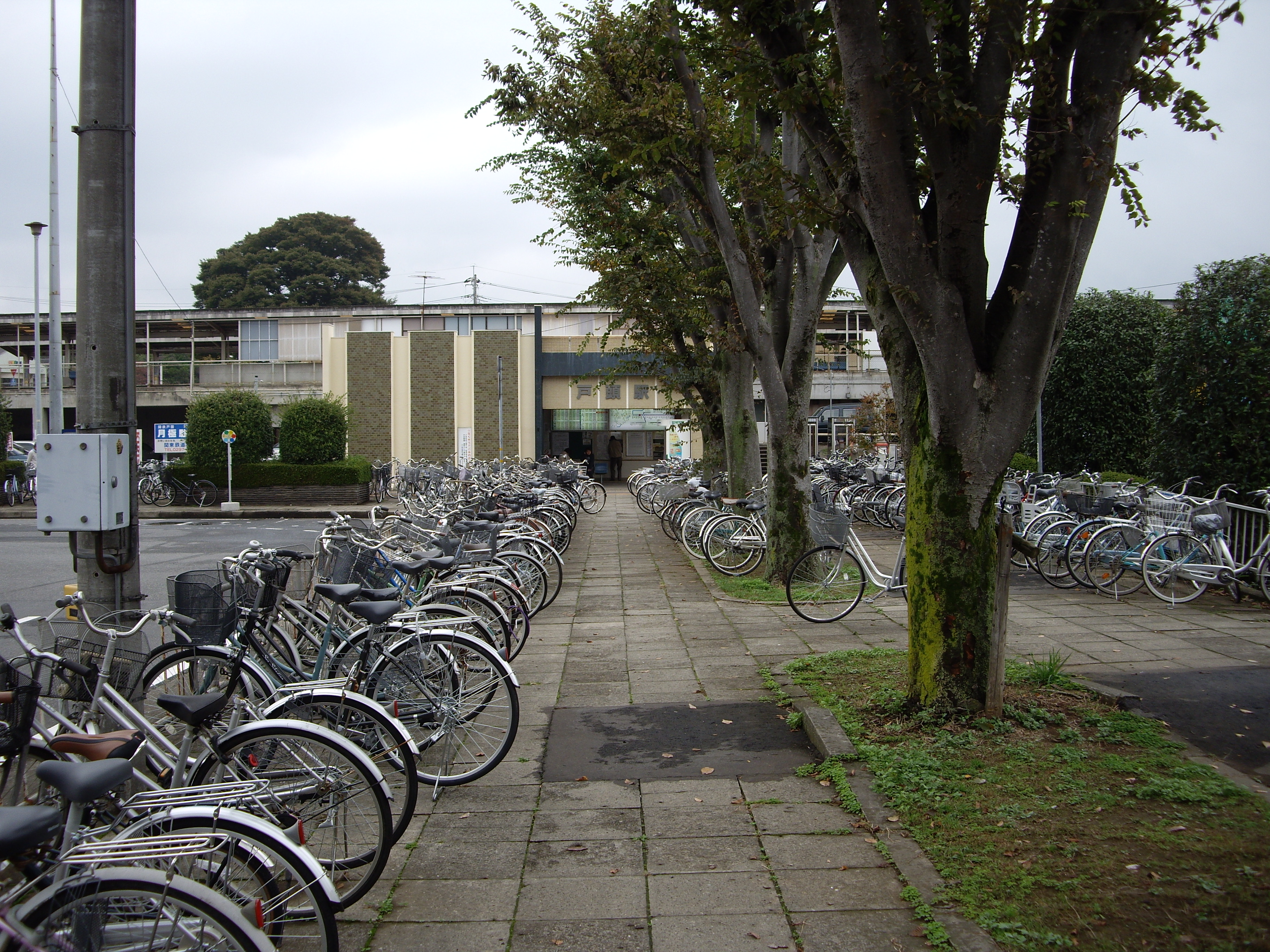
戸頭駅前

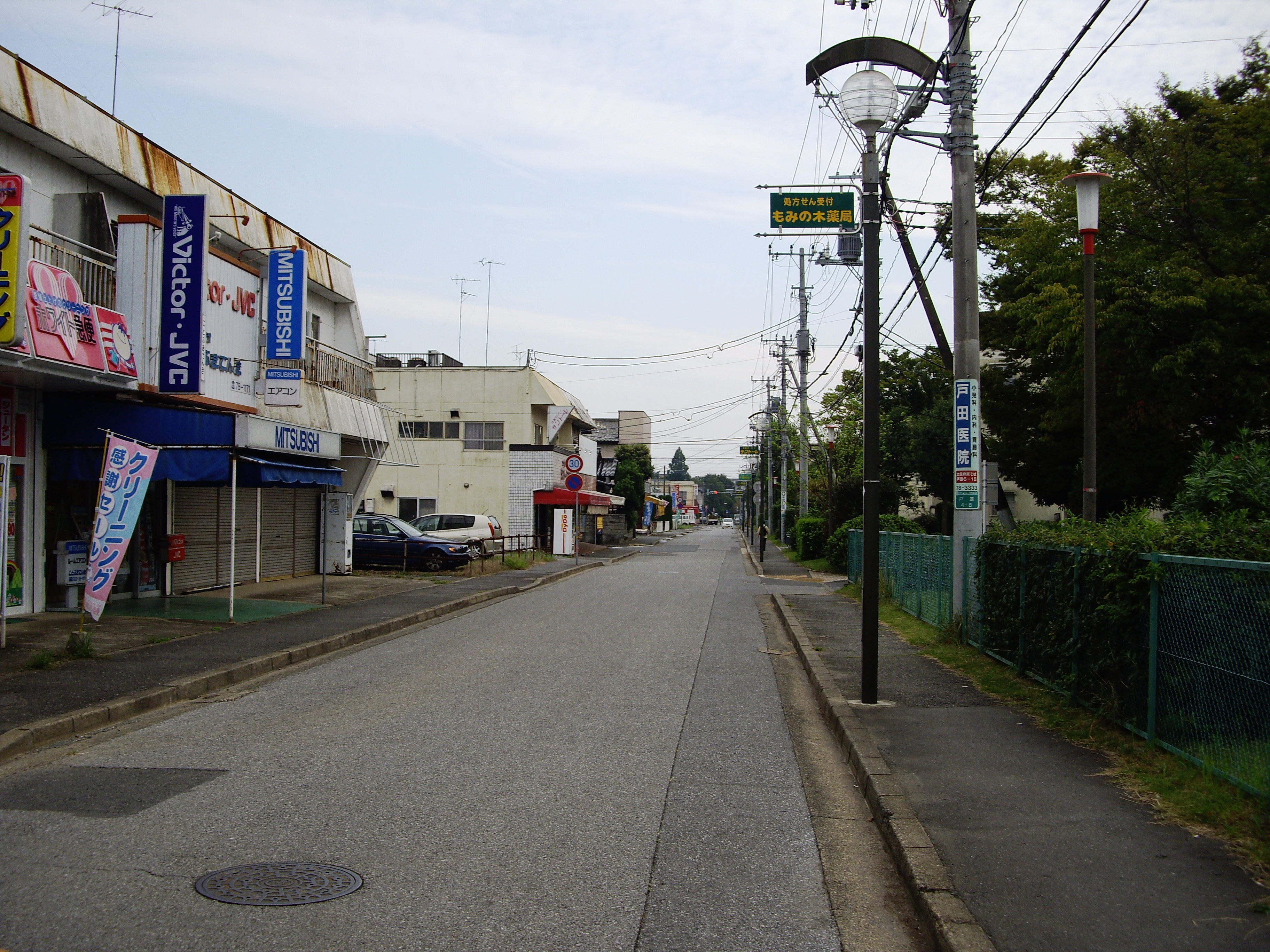
戸頭四丁目

戸頭（とがしら）は、茨城県取手市の町名・大字。旧北相馬郡戸頭村。戸頭一丁目から九丁目（町名）と戸頭（大字）がある。郵便番号は共に302-0034。

## 地理
取手市西部に位置し、南部を利根川が流れる。国道294号が北部を、常総ふれあい道路が南部をそれぞれ東西に通っている。また北端を関東鉄道常総線が通り、五丁目に戸頭駅が設置されている。一丁目から九丁目は常総ニュータウン戸頭地区であり、駅前から地区の中央を南北に貫く自転車歩行者専用道路（通称：カラー道路）の両脇には集合住宅（団地）が多数立地するほか、その外側は戸建を中心とした住宅街となっている。
1970年代から急速に開発が進んで発展した常総ニュータウン戸頭地区（戸頭団地）であるが、現在はインフラの老朽化、住民の高齢化、人口減少が甚だしく、地域再生が大きな課題となっている。
急激に人口が増加した1975年（昭和50年）開校の取手市立戸頭西小学校、および1978年（昭和53年）開校の取手市立戸頭東小学校も、学童数の減少により、2015年（平成27年）に閉校して取手市立戸頭小学校に統合された。
戸頭団地の南西部に隣接して1996年にジャスコ取手店（延べ床面積約4万平方メートル）が開店し、2011年にはイオン取手店となったが、売上の減少により、2015年に閉店した。
現在、その跡地は、スーパーマーケットヨークベニマルが中心になっているショッピングセンターヨークタウンとなっている。
常総ニュータウンとして開発されなかった地域は住居表示が行われておらず、南部から西部にかけては旧戸頭村の主要部を含む農村部となっている。
東は米ノ井、西は守谷市美園・乙子・高野、南は柏市大青田、北は上高井、守谷市小山に接する。また、関東鉄道常総線の戸頭駅の北側は、守谷市みずき野である。
- 利根川 - 地域の南端を流れる一級河川であり、千葉県との県境となっている。

### 地価
住宅地の地価は、2017年（平成29年）の公示地価によれば、戸頭9-16-25の地点で5万1400円/m2となっている。

## 歴史

### 地名の由来
地域の南部を流れる利根川に「七里ヶ渡し」の津頭（船着場）があり、津頭が訛って戸頭になったと言われている。

### 沿革
- 1869年（明治2年） - 葛飾県相馬郡戸頭村となる。
- 1871年（明治4年） - 第1次府県統合により印旛県相馬郡戸頭村となる。
- 1873年（明治6年） - 県の統合により千葉県相馬郡戸頭村となる。
- 1875年（明治8年） - 境界変更により千葉県から茨城県に移管。茨城県相馬郡戸頭村となる。
- 1878年（明治11年） - 相馬郡が、南相馬郡と北相馬郡に分離し、北相馬郡戸頭村となる。
- 1889年（明治22年） - 戸頭村が米ノ井村、野々井村、稲村と合併して稲戸井村となり、北相馬郡稲戸井村大字戸頭となる。
- 1955年（昭和30年） 2月15日 - 稲戸井村が取手町、寺原村、井野村、高井村、小文間村と合併して取手町となり、北相馬郡取手町大字戸頭となる。
- 1970年（昭和45年） 10月1日 - 取手町の市制施行により、取手市大字戸頭となる。
- 1976年（昭和51年） - 取手市大字戸頭、大字米ノ井のうち、常総ニュータウン部分が取手市戸頭一丁目～戸頭九丁目となる。
- 2005年（平成17年） - 取手市が北相馬郡藤代町を編入。同時に市内の住所から「大字」表記が外れ、取手市大字戸頭は取手市戸頭となる。

### 町名・大字の変遷
| 実施後             | 実施年月日    | 実施前（各大字ともその一部）       |
| ------------------ | ------------- | ---------------------------------- |
| 戸頭一丁目         | 1976年        | 戸頭                               |
| 戸頭二丁目         | 1976年        | 戸頭、米ノ井（戸頭二丁目32番東部） |
| 戸頭三丁目         | 1976年        | 戸頭                               |
| 戸頭四丁目         | 1976年        | 戸頭                               |
| 戸頭五丁目         | 1976年        | 戸頭                               |
| 戸頭六丁目         | 1976年        | 戸頭                               |
| 戸頭七丁目         | 1976年        | 戸頭                               |
| 戸頭八丁目         | 1976年        | 戸頭                               |
| 戸頭九丁目         | 1976年        | 戸頭                               |
| 戸頭（大字表記無） | 2005年3月28日 | 戸頭（大字表記有）                 |

## 世帯数と人口
2017年（平成29年）7月1日現在の世帯数と人口は以下の通りである。
| 丁目       | 世帯数    | 人口     |
| ---------- | --------- | -------- |
| 戸頭一丁目 | 294世帯   | 674人    |
| 戸頭二丁目 | 691世帯   | 1,529人  |
| 戸頭三丁目 | 682世帯   | 1,494人  |
| 戸頭四丁目 | 460世帯   | 928人    |
| 戸頭五丁目 | 4世帯     | 11人     |
| 戸頭六丁目 | 881世帯   | 1,725人  |
| 戸頭七丁目 | 615世帯   | 1,246人  |
| 戸頭八丁目 | 260世帯   | 629人    |
| 戸頭九丁目 | 349世帯   | 805人    |
| 戸頭       | 974世帯   | 2,410人  |
| 計         | 5,210世帯 | 11,451人 |

## 施設
- 戸頭三丁目
  - 取手市立戸頭小学校 - 2015年4月、戸頭西小学校と戸頭東小学校が統合し、開校。校舎は、旧戸頭東小学校の校舎を使用。
  - もくせい公園 - 1924年（大正13年）3月19日、日本海軍の飛行船「エスエス」第三航空船が当時の稲戸井村戸頭上空で爆発・墜落し、乗員5名が死亡した。公園の片隅に「殉難慰霊碑」が建立されている。なお、事故調査には物理学者の寺田寅彦が参加し、無線通信の火花がアルミニウム粉の塗料を塗った球皮を伝わって、内部から漏えいした水素ガスに引火したことが原因であると究明した。当時、寺田の助手の1人として調査に関わった中谷宇吉郎は、後に書いたエッセイ『球皮事件』でこのことに触れている。
  - ジェーソン戸頭店（閉店、倉庫になる）
  - シャトレーゼ
- 戸頭四丁目
  - 取手警察署戸頭交番
  - 取手市消防本部戸頭消防署
  - 常陽銀行戸頭支店
- 戸頭五丁目
  - 関東鉄道常総線戸頭駅
- 戸頭六丁目
  - 取手戸頭郵便局
  - 取手市立戸頭公民館
    - 取手市役所戸頭窓口コーナー
    - 取手図書館戸頭公民館図書室

  - 戸頭地域子育て支援センター
- マスダ（エコスグループ）戸頭店
- ドラッグセイムス戸頭店（稲戸井に移転）
- 戸頭七丁目
  - 取手市立戸頭中学校 - 1976年（昭和51年）4月、取手市立永山中学校から分離して、取手市立戸頭中学校開校。
- 戸頭八丁目
  - とがしら公園
  - 旧取手市立戸頭西小学校跡地 
    - 取手市教育総合支援センター
    - げんきサロン戸頭西

  - ドラッグてらしま戸頭店
  - タイヨー・ビッグハウス取手戸頭店
- 戸頭
  - 旧戸頭小学校跡地(現在のラブリハイツ) - 昭和35年4月、旧高井小学校、旧高井小学校市之代分校、旧戸頭小学校、旧東小学校が統合し、北相馬郡取手町立永山小学校（現在の取手市立永山小学校）として開校し、永山地区に移転した、
  - 宮ノ前ふれあい公園
  - 知的障害者デイサービスセンター つつじ園
  - DCM取手店(旧ホーマック取手店)
  - ケーズデンキ取手パワフル館
  - ヤオコー取手戸頭店
  - ヨークタウン取手(イオン取手店(旧ジャスコ取手店)跡地)
    - ヨークベニマル取手戸頭店
    - サンドラッグ取手店
    - ダイソーヨークタウン取手店